# کرونیکا مایورا

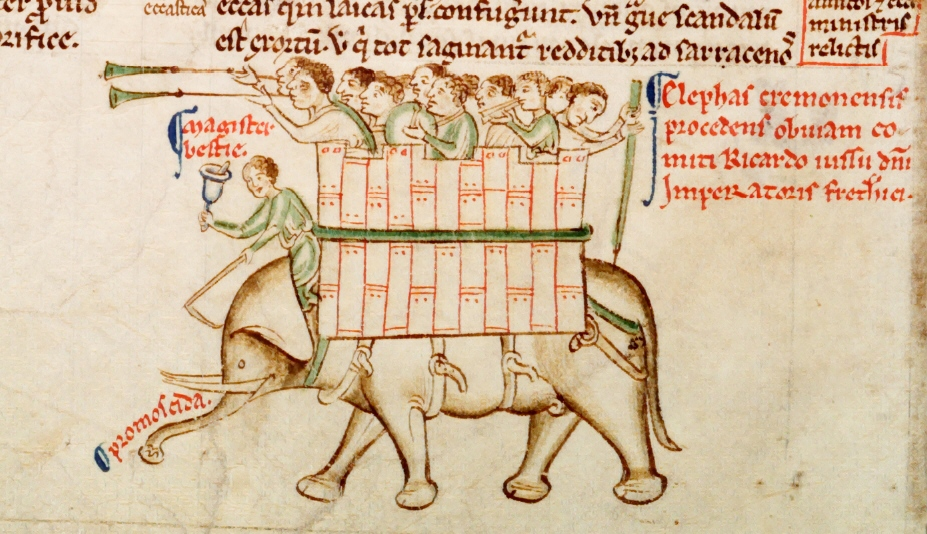
فیل از کرونیکا مایورا، قسمت دوم، کتابخانه پارکر، MS 16، فول. ۱۵۱ ولت

وقایع‌نامه بزرگ (انگلیسی: Chronica Majora)، نوشته و اثر مَتیو پاریس، راهب قرن ۱۳ سنت بندیکت که وی در این کتاب، شرحی از آفرینش انسان تا سال ۱۲۵۹ میلادی از جمله حوادث جنگ صلیبی چهارم را آورده‌است.